# Svjetski dan bolesnika
Svjetski dan bolesnika obilježava se svake godine u Katoličkoj Crkvi 11. veljače.

## Povijest
Ovaj svjetski dan utemeljio je papa Ivan Pavao II. posebnim pismom datiranim 13. svibnja 1992. i naslovljenim na kardinala Fiorenza Angelinija, predstojnika Papinskog vijeća za pastoral zdravstvenih djelatnika, a kao cilj toga Dana naznačena je želja da se društvo senzibilizira za potrebe bolesnika, te da im se osigura bolja zdravstvena skrb.
Kao datum obilježavanja Svjetskog dana bolesnika izabran je 11. veljače, kad se u Katoličkoj Crkvi slavi spomendan Blažene Djevice Marije Lurdske, jer je marijansko svetiše u Lourdesu, poznato po brojnim čudesnim ozdravljenjima, postalo velikim okupljalištem bolesnika koji se ondje dolaze moliti.

## Vanjske poveznice
- Poruka pape Benedikta XVI. za Svjetski dan bolesnika 2008. (tal.)
- Poruka pape Benedikta XVI. za Svjetski dan bolesnika 2008. (hrv.)